# Spegelteatern

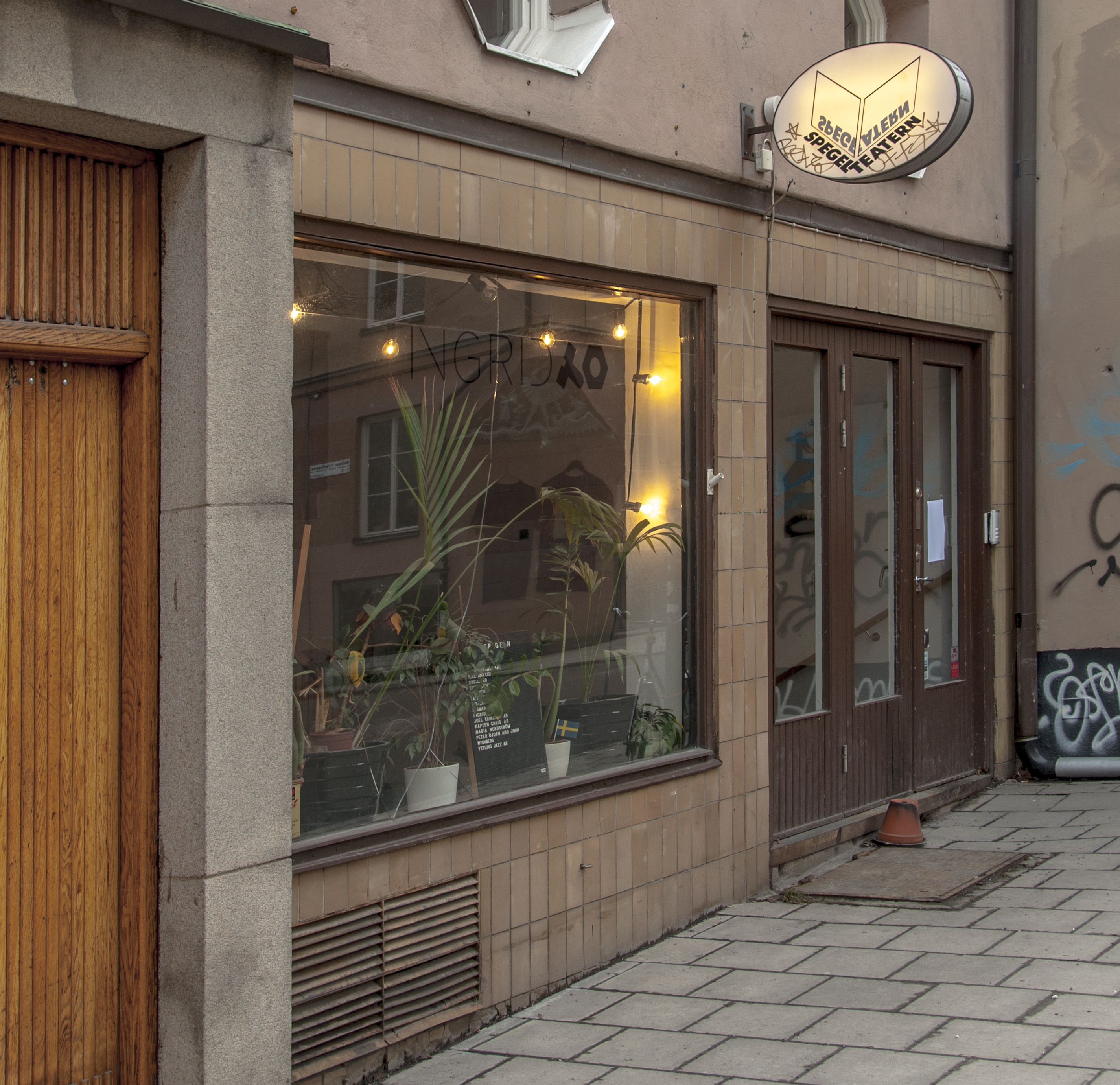
Spegelteatern

Spegelteatern var en fri teatergrupp med lokaler på Björngårdsgatan vid Mariatorget på Södermalm i Stockholm. Den startades 1974 och var verksam till 2009. ”Vi ska spegla världen, utan att för den skull krossa spegeln” var teaterns motto när den 1974 startades av Peter Böök, som tillika var teaterns konstnärliga ledare fram till våren 2009. Därefter var Malin Westberg konstnärlig ledare fram till att teatern upphörde hösten samma år.
Spegelteatern var känd för att spela Shakespeare som utomhusteater, vilket startade 1985 med En midsommarnattsdröm vid Gripsholms slott. Därefter spelade man  de varje sommar (ej år 2000) Shakespearepjäser utomhus under bar himmel vid slott runt Stockholmstrakten. 
Spegelteatern hade även verksamhet för teateramatörer. Genom föreningen Periskop tilläts unga som gamla amatörer att utöva teaterkonsten med  föreställningar på
teaterns två scener vid Mariatorget. 
Spegelteatern försattes i konkurs i december 2009. Teaterlokalen på Björngårdsgatan har sedan använts som musikstudio.